# Kalocheta passiva
Kalocheta passiva är en tvåvingeart som beskrevs av Becker 1923. Kalocheta passiva ingår i släktet Kalocheta och familjen styltflugor. Inga underarter finns listade i Catalogue of Life.